# Рупрехт II (Лигниц-Любен)
Рупрехт II фон Любен (на немски: Ruprecht II Hercog von Lüben; * 1392/1396/1402, Хайнау/Хойнув; † 24 август 1431) е херцог на Любен (1419/1420 – 1431) в Лигниц, 1422 г. рицар от 1423 г. велик приор на „Малтийския орден“ в Полша, Бохемия и Моравия. Той е от рода на Силезийските Пясти.

## Живот
Той е най-големият син на херцог Хайнрих IX фон Любен († 1419/1420) и съпругата му Анна фон Тешен/Тешин († 1403) от род Пясти, дъщеря на херцог Премислав I († 1410) и Елзбиета/Елизабет фон Битом и Козилск († сл. 1373). Брат е на Венцел III (1400 – 1423), херцог на Олау/Олава, и Лудвиг III († 1441), херцог на Любен и Олау.
През 1420 г. братята сключват наследствен договор с чичо си херцог Лудвиг II фон Лигниц (1384 – 1436), който няма мъжки наследник, и от 1436 до 1469 г. следват наследствени конфликти.
Рупрехт II умира 1431 г. неженен. Наследен е от най-малкия му брат Лудвиг III.